# ACT (label)
Pour les articles homonymes, voir ACT.
ACT est un label indépendant allemand de jazz, basé à Munich. 

## Histoire
Le label est fondé en octobre 1992 par Siegfried Loch à Munich. Il est considéré par les critiques comme l'un des labels qui comptent dans l'univers du jazz européen et l'un de ceux qui le caractérisent le mieux[réf. nécessaire]. Il a toujours réservé une place de choix à la scène jazz suédoise — avec notamment sa signature la plus connue, le Esbjörn Svensson Trio — mais il compte également dans son catalogue de nombreux artistes d'autres nationalités, à l'instar du pianiste allemand Joachim Kühn ou des français que sont Nguyên Lê et Vincent Peirani.
La première sortie d'ACT est l'album Jazzpaña de Vince Mendoza et Arif Mardin, avec notamment Michael Brecker, Al Di Meola et Steve Khan. Il est nommé à deux reprises aux Grammy Awards. ACT est élu Label de l'année dans le sondage en ligne allemand Echo Jazz quatre fois de suite de 2010 à 2013.

## Artistes notables
- Esbjörn Svensson Trio
- Émile Parisien
- Flavio Boltro
- Heinz Sauer
- Huong Thanh
- Joachim Kühn
- Lars Danielsson
- Michael Wollny (lauréat d'un Echo Jazz en 2010 dans la catégorie du meilleur instrumentaliste, piano/claviers[2])
- Nguyên Lê
- Jerry Léonide
- Nils Landgren
- Rigmor Gustafsson
- Ulf Wakenius
- Youn Sun Nah
- Vincent Peirani
- Paolo Fresu
- Philip Catherine
- Manu Katché